# Ischnocnema juipoca
Ischnocnema juipoca é uma espécie de anfíbio  da família Brachycephalidae. Endêmica do Brasil, onde pode ser encontrada nos estados de Minas Gerais e São Paulo.